# Einar Kristjánsson
Einar Kristjánsson, född 24 november 1910 i Reykjavik, död 24 april 1966 i Reykjavik, var en lyrisk tenorsångare från Island. 
Redan under gymnasieåren studerade Kristjánsson sång och musik. Han deltog även i KFUM-körens verksamhet och sjöng ofta solopartier. Som 20-åring fick han ett stipendium för att studera solosång vid Semperoper i Dresden. Efter två års studier antogs han som den yngste sångaren vid ensemblen i Dresden. Några år senare flyttade han vidare till operan i Stuttgart, där han var verksam 1936-38. Därefter flyttade han vidare till operan i Duisburg, och från 1942 till 1946 var han verksam vid Hamburg-operan. Under åren 1949-62 sjöng han vid Det Kongelige Teater i Köpenhamn. De sista åren av sitt liv undervisade Einar Kristjánsson vid Musikkonservatoriet i Reykjavik.
Einar Kristjánsson hade en ljus lyrisk tenorstämma. Han sjöng i över 100 roller, varav 48 huvudroller. Dessutom var han aktiv som oratorie- och liedersångare. Typiska operaroller var Tamino (Trollflöjten), Belmonte (Enleveringen ur Seraljen), Rodolphe (La Boheme), Alfredo (La traviata), Pinkerton (Madama Butterfly) och titelrollen i Faust (Gounod). Han sjöng även titelrollen i det första danska framförandet av Benjamin Brittens Albert Herring.

## Diskografi
- Johann Strauss d.y.: Läderlappen, dir. Gustav Görlich. Gebhardt (insp. 1938 i Stuttgart, Kristjánsson sjunger Orlofsky)
- Einar Kristjánsson, tenór: Ó, leyf mér þig að leiða. Smekkleysa SM 59 CD (1995).
- Einar Kristjánsson Tenor. Parlophone CBEP 13 (1973).